# HMS Votary
Le HMS Votary (pennant number : P29) est un sous-marin britannique de Classe V de la Royal Navy.

## Engagements
Le HMS Votary fut commandé le 17 novembre 1942 et construit par Vickers-Armstrongs à Newcastle upon Tyne, au Royaume-Uni. Sa quille est posée le 21 avril 1943, il est lancé le 21 août 1944 et achevé le 13 décembre 1944. Il est baptisé Votary, ce qui signifie en anglais « fervent », « adepte » (d'une religion) ou « défenseur » (d’une cause). Et de fait, son insigne représentait un chevalier vêtu de cotte de mailles de la tête aux pieds, avec une tunique aux couleurs de l'Angleterre (croix de saint Georges rouge sur fond blanc), un genou à terre et brandissant verticalement son épée, comme pour proclamer ses vœux de chevalerie.
En juillet 1946 il est transféré à la marine royale norvégienne où il sert sous le de nom de HNoMS Uthaug,.